# كيد النسا (مسلسل)
كيد النساء مسلسل مصري إنتاج عام 2011. من إخراج أحمد صقر.

## الجزء الأول
تدور أحداث المسلسل في إطار كوميدي اجتماعي حيث تجسد الفنانة فيفي عبده شخصية الزوجة الأولى (كيداهم) للنجم أحمد بدير ذلك 
الزوج ضعيف الشخصية أمام تسلط زوجته وقوتها مما يدفعه إلى الزواج من امرأة أخرى هي (صافية) التي تجسد دورها الفنانة سمية الخشاب، ومن هنا تبدأ المشاحنات والصراع بين الضرتين على الزوج وحدوث العديد من المفارقات والمقالب بيهما.

### طاقم العمل
- فيفي عبده (كيداهم)
- سمية الخشاب (صافية)
- أحمد بدير (حنفي)
- احمد صفوت (فؤاد)
- ميمي جمال (روحية)
- أحمد خليل (عدوي)
- أيتن عامر (ابتسام)
- دينا فؤاد (امينة)
- بهاء ثروت (حليمو)
- أحمد الدمرداش (شحتة)
- رحاب الجمل (سناء)
- نبيلة عبيد (حلاوتهم)جزءثاتى
- أحمد سلامة (اكمل الصالحى) الجزء الثاني
- دعاء رجب (كريمه)
- شيماء حسن (حنان )
- أحمد صيام

## الجزء الثاني
كيد النسا 2 مسلسل دراما مصري من بطولة فيفي عبده ونبيلة عبيد وأحمد بدير ومن إخراج أحمد البدري، عرض في رمضان 1433هـ/2012م، المسلسل هو الجزء الثاني من (مسلسل كيد النسا).

### قصة المسلسل
تدور الأحداث حول امرأتين تدبران المكائد لتنتقم كلا منهما من الأخرى.

### طاقم العمل
- فيفي عبده : (كيداهم)
- نبيلة عبيد : (حلاوتهم)
- أحمد بدير : (حنفي)
- ميمي جمال : (روحية)
- دينا فؤاد : (امينة)
- أيتن عامر : (ابتسام)
- بهاء ثروت : (حليمو)
- أحمد الدمرداش : (شحتة)
- رحاب الجمل : (سناء)
- أحمد سلامة : (اكمل)
- نهلة زكي : (جوليانا)
- جمال عبد الناصر
- عزة مجاهد
- منال عبد اللطيف
- عبير منير
- محمود عبد الغفار
- أحمد صيام